# Підосиновець (смт)
Підоси́новець (рос. Подосиновец) — селище міського типу, центр Підосиновського району Кіровської області, Росія. Адміністративний центр Підосиновського міського поселення.

## Населення
Населення становить 3777 осіб (2017; 3782 у 2016, 3844 у 2015, 3866 у 2014, 3920 у 2013, 3941 у 2012, 4029 у 2010, 4121 у 2009, 4235 у 2002, 4378 у 1989, 3562 у 1979, 2955 у 1970, 2482 у 1959).

## Історія
Вперше укріплене містечко Осиновець згадується в Устюзьких літописах. 1626 року поселення вже згадується як погост Підосиновець. З розвитком торгівлі в краї розвиваються і пристані по річках. 1634 року в митницьких книгах Великого Устюга згадується Серкінська пристань на річці Пушма за 22 верст від погоста Підосиновця, яка пізніше була перенесена на річку Юг. З будівництвом у кінці 19 століття залізниці Перм-Вятка-Котлас пристань втратила своє значення.
1924 року село стало районним центром Північно-Двінської губернії, з 1929 року — Північного краю, з 1936 року — Північної області, з 1937 року — Архангельської області, з 1941 року — Кіровської області. У період 1963-1965 років, коли Підосиновський район був ліквідований село входило до складу новоствореного Лузького району. 1965 року село отримало статус селища міського типу і знову стало районним центром.